# 贾恩卡洛·巴盖蒂
贾恩卡洛·巴盖蒂（義大利語：Giancarlo Baghetti）是意大利赛车手。他是1961年法国大奖赛的冠军，这使他成为仅有的三个在世界锦标赛上首秀即夺冠的车手之一，另外两个是赢得一级方程式锦标赛的首场比赛1950年英国大奖赛的尼诺·法里纳，以及在那17天后赢得1950年印第安纳波利斯500的约翰尼·帕森斯。他也是唯一一位赢得生涯前三场一级方程式比赛的车手，在1961年法国大奖赛之前，他还取得了两场在意大利举办的非锦标赛大奖赛（即1961年锡拉库萨大奖赛和1961年那不勒斯大奖赛）的胜利。恩佐·法拉利高度评价巴盖蒂，称他为“小瓦尔齐”。
巴盖蒂于1995年死于癌症。